# Red Lake (flygplats)
Red Lake är en flygplats i Kanada. Den ligger i den sydöstra delen av landet, 1 500 km väster om huvudstaden Ottawa. Red Lake ligger 385 meter över havet.
Terrängen runt Red Lake är huvudsakligen platt. Red Lake ligger uppe på en höjd. Runt Red Lake är det mycket glesbefolkat, med 4 invånare per kvadratkilometer.. Närmaste större samhälle är Red Lake, 6,3 km sydväst om Red Lake.
I omgivningarna runt Red Lake växer i huvudsak blandskog.